# Apeadero de Castelejo
El Apeadero de Castelejo es una estación ferroviaria de la Línea de la Beira Alta, que sirve a la localidad de Castelejo, en el distrito de Viseu, en Portugal.

## Características
Esta plataforma se encuentra junto a la localidad de Castelejo, en el ayuntamiento de Santa Comba Dão.

## Historia
Este apeadero se encuentra en el tramo entre las Estaciones de Pampilhosa y Vilar Formoso de la Línea de la Beira Alta, que fue inaugurado por la Companhia dos Caminhos de Ferro Portugueses da Beira Alta el 1 de julio de 1883.